# Тендер (моторное судно)
Те́ндер (англ. tender, от tend — обслуживать) — плоскодонное моторное судно катерного типа. 
Моторный тендер имеет малую осадку, грузоподъемность до 30 тонн и экипаж из двух — трёх человек. 
В период Великой Отечественной войны в ВМФ ВС Союза ССР тендеры использовались для перевозки войск, грузов на небольшие расстояния и высадки десантов на необорудованное побережье. Нередко на них ставились моторы от грузовиков. В ВМС США, Великобритании и некоторых других государств тендерами называют вспомогательные суда для обслуживания подводных лодок, надводных кораблей и гидросамолётов.